# Peter Post (wielrenner)
Petrus Franciscus Maria (Peter) Post (Amsterdam, 12 november 1933 - Amstelveen, 14 januari 2011) was een Nederlands beroepswielrenner van 1956 tot 1972, die na zijn carrière ploegleider werd.

## Biografie
Als zoon van een Amsterdamse slager begon zijn fietscarrière als bezorger. In 1949 won hij het fietskampioenschap van de Amsterdamse slagersjongens.
Tijdens zijn wielerloopbaan reed Post vooral op de baan, waar hij 65 zeges in zesdaagsen boekte, hetgeen lange tijd een record was. Van die overwinningen behaalde er 19 met zijn vaste koppelgenoot Fritz Pfenninger. Hij kon ook op de weg goed uit de voeten, getuige zijn overwinning in Parijs-Roubaix in 1964.
Bij zijn overwinning in Parijs-Roubaix kreeg Post de "Gele wimpel" uitgereikt, de onderscheiding voor het hoogste uurgemiddelde behaald in een internationale klassieker. Hij verbeterde hiermee de prestatie van de Nederlander Jo de Roo uit 1962. Het uurgemiddelde voor Parijs-Roubaix werd pas verbroken in 2017 door Greg Van Avermaet.
Al in 1965 gaf Post toe doping te hebben gebruikt.

### Als ploegleider en sportdirecteur
Na zijn actieve carrière als renner werd Peter Post in 1974 ploegleider van de TI-Raleigh ploeg. Aanvankelijk was de ploeg vooral in baanwedstrijden actief, maar na de successen van Roy Schuiten verhoogde de sponsor het budget en werd het team uitgebouwd tot een zeer succesvolle ploeg die dominant was in tal van wegwedstrijden. Peter Post had daarbij ongetwijfeld het geluk dat er in die tijd veel goede Nederlandse wielrenners waren. Zo reden Gerrie Knetemann, Jan Raas, Hennie Kuiper, Johan van der Velde, Henk Lubberding, René Pijnen en Joop Zoetemelk allen korte of langere tijd voor zijn ploeg. Zijn verdienste was dat hij een uitstekende organisatie neerzette, de juiste renners aantrok en ze vaak ook jaren aan de ploeg wist te binden. Het hoogtepunt beleefde het team in 1980. In de Tour de France van dat jaar wist de ploeg elf etappes te winnen en Joop Zoetemelk won het eindklassement.
In 1983 kwam het tot een breuk met zijn belangrijkste renner, Jan Raas, op een moment dat de sponsor zich terugtrok uit de wielersport. In Panasonic werd een nieuwe hoofdsponsor gevonden (Raleigh bleef nog twee seizoenen het materiaal leveren) en verrassend werden de successen voortgezet met andere, veelal buitenlandse, renners waaronder Eric Vanderaerden, Phil Anderson, Vjatsjeslav Jekimov, Robert Millar, Olaf Ludwig, Jens Heppner, Maurizio Fondriest en Eddy Planckaert.
Na het stoppen van Panasonic als sponsor slaagde Peter Post er nog korte tijd in anderen (Histor) te interesseren in sponsoring, maar de vroegere successen konden niet meer geëvenaard worden. In 1995 trok Peter Post zich terug uit de wielersport.

### Na het wielrennen
In 1971 opende Post een bowling-centrum in zijn woonplaats Amstelveen, met kip-restaurant. Later werd hij ook eigenaar van andere restaurants. Na het op 29 april 1973 afbranden van het bowlingcentrum ging hij zich weer voltijds met de wielersport bezighouden. In 1972 speelde hij een klein rolletje als postbode in de televisieserie Citroentje met suiker.
Sinds 2005 was Peter Post als adviseur verbonden aan de Rabobank Wielerploeg. Ook was hij voorzitter van de Club '48, die jaarlijks de Gerrit Schulte Trofee uitreikt aan de beste Nederlandse renner.
Post overleed in 2011 op 77-jarige leeftijd en werd begraven op Zorgvlied. In 2013 kreeg de wielerbaan in Amstelveen, bij de Beneluxbaan en de Startbaan, de naam Peter Postbaan. Amsterdam vernoemde in 2020 een brug naar hem: Peter Postbrug.

### Zesdaagse-overwinningen
| Nr. | Jaar   | Zesdaagse van | Samen met                       |
| --- | ------ | ------------- | ------------------------------- |
| 1   | 1957   | Chicago       | Harm Smits                      |
| 2   | 1959   | Antwerpen     | Gerrit Schulte en Klaus Bugdahl |
| 3   | 1959   | Brussel       | Gerrit Schulte                  |
| 4   | 1959   | Münster       | Lucien Gillen                   |
| 5   | 1960   | Antwerpen     | Gerrit Schulte en Jan Plantaz   |
| 6   | 1960   | Berlijn       | Rik Van Looy                    |
| 7   | 1960   | Gent          | Rik Van Looy                    |
| 8   | 1961   | Keulen        | Rik Van Looy                    |
| 9   | 1961   | Antwerpen     | Rik Van Looy en Willy Vannitsen |
| 10  | 1961   | Brussel       | Rik Van Looy                    |
| 11  | 1961   | Gent          | Rik Van Looy                    |
| 12  | 1962-1 | Berlijn       | Rik Van Looy                    |
| 13  | 1962   | Antwerpen     | Rik Van Looy en Oskar Plattner  |
| 14  | 1962   | Dortmund      | Rik Van Looy                    |
| 15  | 1963   | Keulen        | Fritz Pfenninger                |
| 16  | 1963   | Milaan        | Ferdinando Terruzzi             |
| 17  | 1963   | Brussel       | Fritz Pfenninger                |
| 18  | 1963   | Zürich        | Fritz Pfenninger                |
| 19  | 1964   | Keulen        | Hans Junkermann                 |
| 20  | 1964   | Antwerpen     | Fritz Pfenninger en Noël Foré   |
| 21  | 1964-2 | Berlijn       | Fritz Pfenninger                |
| 22  | 1964   | Brussel       | Fritz Pfenninger                |
| 23  | 1964   | Zürich        | Fritz Pfenninger                |
| 24  | 1965-1 | Berlijn       | Fritz Pfenninger                |
| 25  | 1965   | Essen         | Rik Van Steenbergen             |
| 26  | 1965   | Antwerpen     | Klaus Bugdahl en Jan Janssen    |
| 27  | 1965   | Dortmund      | Fritz Pfenninger                |
| 28  | 1965   | Brussel       | Tom Simpson                     |
| 29  | 1965   | Zürich        | Fritz Pfenninger                |
| 30  | 1966   | Essen         | Fritz Pfenninger                |
| 31  | 1966   | Milaan        | Gianni Motta                    |
| 32  | 1966   | Antwerpen     | Fritz Pfenninger en Jan Janssen |
| 33  | 1966   | Gent          | Fritz Pfenninger                |
| 34  | 1966   | Amsterdam     | Fritz Pfenninger                |
| 35  | 1967   | Bremen        | Fritz Pfenninger                |
| 36  | 1967   | Essen         | Fritz Pfenninger                |
| 37  | 1967   | Antwerpen     | Fritz Pfenninger en Jan Janssen |
| 38  | 1967   | Milaan        | Gianni Motta                    |
| 39  | 1967-2 | Berlijn       | Klaus Bugdahl                   |
| 40  | 1967   | Frankfurt     | Fritz Pfenninger                |
| 41  | 1968   | Milaan        | Gianni Motta                    |
| 42  | 1968   | Rotterdam     | Patrick Sercu                   |
| 43  | 1968   | Londen        | Patrick Sercu                   |
| 44  | 1968-2 | Berlijn       | Wolfgang Schulze                |
| 45  | 1968   | Gent          | Leo Duyndam                     |
| 46  | 1969   | Bremen        | Patrick Sercu                   |
| 47  | 1969   | Antwerpen     | Patrick Sercu en Rik van Looy   |
| 48  | 1969   | Rotterdam     | Romain Deloof                   |
| 49  | 1969   | Londen        | Patrick Sercu                   |
| 50  | 1969   | Dortmund      | Patrick Sercu                   |
| 51  | 1969   | Frankfurt     | Patrick Sercu                   |
| 52  | 1969   | Amsterdam     | Romain Deloof                   |
| 53  | 1970   | Keulen        | Patrick Sercu                   |
| 54  | 1970   | Bremen        | Patrick Sercu                   |
| 55  | 1970   | Antwerpen     | René Pijnen en Klaus Bugdahl    |
| 56  | 1970   | Groningen     | Jan Janssen                     |
| 57  | 1970   | Londen        | Patrick Sercu                   |
| 58  | 1970   | Brussel       | Jack Mourioux                   |
| 59  | 1970   | Zürich        | Fritz Pfenninger en Erich Spahn |
| 60  | 1971   | Rotterdam     | Patrick Sercu                   |
| 61  | 1971-1 | Grenoble      | Alain Van Lancker               |
| 62  | 1971   | Antwerpen     | René Pijnen en Leo Duyndam      |
| 63  | 1971   | Londen        | Patrick Sercu                   |
| 64  | 1971   | Berlijn       | Patrick Sercu                   |
| 65  | 1971   | Frankfurt     | Patrick Sercu                   |

| Aantal | Samen met |
| ------ | --- |
| 19     | Fritz Pfenninger |
| 14     | Patrick Sercu |
| 10     | Rik van Looy |
| 4      | Klaus Bugdahl, Jan Janssen |
| 3      | Gerrit Schulte, Gianni Motta |
| 2      | Romain Deloof, Leo Duyndam, René Pijnen |
| 1      | Harm Smits, Lucien Gillen, Johan Plantaz, Willy Vannitsen, Oskar Plattner, Ferdinando Terruzzi, Hans Junkermann, Noël Foré, Rik van Steenbergen, Tom Simpson, Wolfgang Schulze, Jack Mourioux, Erich Spahn, Alain Van Lancker |

| Aantal | Zesdaagse                                     |
| ------ | --------------------------------------------- |
| 11     | Antwerpen                                     |
| 7      | Berlijn                                       |
| 6      | Brussel                                       |
| 4      | Keulen, Londen, Gent, Milaan, Zürich          |
| 3      | Bremen, Dortmund, Essen, Frankfurt, Rotterdam |
| 2      | Amsterdam                                     |
| 1      | Chicago, Grenoble, Groningen, Münster         |

### Resultaten in voornaamste wegwedstrijden
| Jaar | Ronde van Italië | Ronde van Frankrijk | Ronde van Spanje |
| ---- | ---------------- | ------------------- | ---------------- |
| 1959 |                  |                     |                  |
| 1962 |                  |                     |                  |
| 1963 |                  |                     |                  |
| 1964 |                  |                     |                  |
| 1965 |                  | opgave              |                  |
| 1966 |                  |                     |                  |
| 1967 |                  |                     |                  |
| 1968 |                  |                     |                  |
| 1969 |                  |                     |                  |

| Jaar | Milaan-San Remo | Gent-Wevelgem | Ronde van Vlaanderen | Parijs-Roubaix | Amstel Gold Race | Luik-Bast.‑Luik | Waalse Pijl | Parijs-Brussel |  | WK op de weg |  | Wereldranglijsten |
| ---- | --------------- | ------------- | -------------------- | -------------- | ---------------- | --------------- | ----------- | -------------- |  | ------------ |  | ----------------- |
| 1959 |                 |               | 32e                  |                |                  |                 |             |                |  |              |  |                   |
| 1962 | 34e             | 59e           |                      |                |                  |                 |             |                |  |              |  |                   |
| 1963 |                 | 18e           |                      | 7e             |                  |                 | Brons       | Brons          |  | 19e          |  | 14e (SPP)         |
| 1964 | 36e             | 5e            | 12e                  | ↑              |                  |                 | Brons       | 31e            |  | 17e          |  | 7e (SPP)          |
| 1965 |                 |               |                      |                |                  |                 |             |                |  | 4e           |  |                   |
| 1966 |                 |               | 41e                  | 30e            | 5e               |                 |             | 61e            |  |              |  |                   |
| 1967 |                 |               | 70e                  |                | 28e              |                 | Zilver      |                |  | 11e          |  |                   |
| 1968 |                 | 11e           |                      |                |                  | 15e             | 24e         |                |  | opgave       |  |                   |
| 1969 |                 | 46e           |                      |                |                  | 16e             | 25e         |                |  |              |  |                   |

Baens ·
Botella ·
Derboven ·
Desmet ·
van Est ·
Fischerkeller ·
García ·
A. Gómez del Moral ·
J. Gómez del Moral ·
Haelterman ·
Herrero ·
Impanis ·
Kerckhove ·
Mas ·
Moreno ·
Post ·
Proost ·
Quesada ·
Rosa ·
Santiago Montilla ·
Schroeders ·
Seco ·
Soler ·
Sorgeloos ·
Tomas ·
Tortellá ·
Vanden Bogaert · 
Van Genechten ·
Van Looveren · 
Van Looy  ·
Van Tongerloo ·
Vanderlinden · 
van de Ven
Andries ·
Baens ·
Baeyens ·
Bocklant ·
Boonen ·
Borra ·
Couchez ·
Da Rugna ·
Deloof ·
De Pré ·
A. Dekkers ·
P. Dekkers ·
Delameilleure ·
Derboven ·
Desmet ·
van Est ·
Foré ·
Grondelaers ·
Henckaerts ·
Impanis ·
Janssens ·
Nijdam ·
Nys ·
Ongenae ·
Planckaert ·
Post ·
Roman ·
Samyn ·
Schroeders ·
Sorgeloos ·
Stevens ·
Vandaele ·
Vanden Bogaert · 
Van den Broeck ·
Vangeneugden · 
Van Looy  ·
Van Tongerloo ·
Vandecaveye · 
van de Ven · 
Zilverberg
Andries ·
Aper ·
Binggeli ·
Blockx ·
Bocklant ·
Boonen ·
Boucquet ·
Brands ·
Cooreman ·
Corstjens ·
Couchez ·
De Loof ·
E. Demunster · 
L. Demunster ·
De Neef ·
Deloof ·
Deville ·
Dujardin ·
Eeckhout ·
Esprit ·
Eugen ·
Everaerts ·
Foré ·
Gekière ·
Gevaert ·
Goots ·
Haelterman ·
Haven ·
Heuvelmans ·
Hoevenaars ·
Jongen ·
Lauwers ·
Lenaers ·
Meert ·
Nolmans ·
Ongenae ·
Peelen ·
Planckaert ·
Post ·
Reybrouck ·
Roman ·
Rüegg ·
Samyn ·
Marcel Seynaeve ·
Michel Seynaeve ·
Suárez ·
Thull ·
Vandenberghe ·
Van Der Vloet ·
Van Poucke ·
Van Tongerloo ·
Vanclooster · 
L. Van Damme · 
R. Van Damme ·
Vandecaveye ·
Vanden Berghen ·
Vanhevel ·
Vanneste ·
van de Ven ·
Vannitsen ·
Vrancken · 
Vyncke ·
van der Vleuten ·
Zilverberg
Andries ·
Baudeweijns ·
Beheydt ·
Blockx ·
Bocklant ·
Boonen ·
Boons ·
Bosmans ·
Boucquet ·
Brands ·
Claes ·
Corstjens ·
Couchez ·
De Loof ·
Demunster (vanaf 14/06) · 
De Pré ·
De Wilde ·
Delameilleure ·
Delefortrie ·
Eeckhout ·
Esprit ·
Eugen ·
Everaerts ·
Foré ·
Frennet ·
Gaelens ·
Gekière ·
Gevaert ·
Gomes de Carvalho ·
Goots ·
Haelterman ·
Haven ·
Hoogewijs ·
Hoskens (vanaf 18/08) ·
Houbrechts ·
Huygens ·
R. Joosen ·
M. Joosen ·
Kindermans ·
Lauwers ·
Lenaers ·
Leijten ·
Meert ·
Miele ·
Molenaers ·
Nolmans ·
Ongenae ·
Planckaert ·
Post ·
Reybrouck ·
Roman ·
Samyn ·
Schütz ·
Sersté ·
Steyaert ·
Thomaes ·
Van De Rijse (vanaf 09/06) ·
Vandenberghe ·
Van Haverbeke ·
Van Loo ·
Van Poucke ·
Van Tongerloo ·
Van Vlierberghe ·
Van Wynsberghe ·
Vanclooster · 
Van Damme ·
Vandromme ·
Vanheste (vanaf 16/05) ·
Vanhevel ·
van de Ven ·
Vergauwe ·
Vermaelen ·
H. Vrancken ·
R. Vrancken · 
Vyncke ·
van der Vleuten
Baguet ·
Ballegeer ·
Buysse ·
Daems ·
De Pauw ·
De Pré ·
De Sitter ·
De Wolf ·
Delaere ·
Delvael ·
Derboven ·
Desmet ·
Himpe ·
Hoskens ·
Janssen ·
Jaroszewicz ·
Lelangue ·
Lykke ·
Maes ·
Mattheus ·
Monteyne ·
Poppe ·
Post ·
Scrayen ·
Seeuws ·
Sels ·
Sercu ·
Sorgeloos · 
Stevens ·
Van Aerde ·
Van Hout ·
Van Looy ·
Van Maele ·
Van Steenbergen ·
Van Vreckom ·
Vanden Berghen ·
Verkindere
- International Standard Name Identifier: 0000 0000 4520 1341
- Library of Congress Control Number: n99285478
- Nederlandse Thesaurus van Auteursnamen: 071781684
- Virtual International Authority File: 4270598
- WorldCat: E39PBJmTmf68cBr3JVvPHdjwG3